# Milka
Milka је позната врста чоколаде и робна марка корпорације Mondelez International. Чоколада је препознатљива по љубичастој крави и љубичастом омоту.
Швајцарски посластичар Филип Сишар је 1825. основао фабрику кондиторских производа у Нешателу. Карл Рус-Сишар је 1901. покренуо производњу чоколаде под именом Milka. Име Milka је скраћеница од немачког Milch und Kakao („млеко и какао”). Према непотврђеној верзији популарној у Хрватској, Филип Сишар је дао име чоколади по чувеном хрватском драмском сопрану Милки Трнини, чији је велики обожавалац био.
Фирма се 1970. ујединила са фирмом Toblerone у Interfood, који је 1982. са произвођачем кафе Jacobs основао компанију Jacobs-Suchard, чији је већински део откупио амерички Kraft Foods, који је 2012. реструктурирањем постао Mondelez International.
Годишње се произведе око 110.000 тона различитих врста Милка чоколаде, од чега највећи део у фабрици у Лераху (Немачка).
Milka чоколадa се производи у осам европских градова, и то: 
- Блуденц (Аустрија),
- Своге (Бугарска),
- Београд (Србија),
- Братислава (Словачка),
- Лерах (Немачка),
- Брашов (Румунија),
- Јанковице (Пољска),
- Покров (Русија, Владимирска област)

У Србији постоји представништво компаније Mondelez које увози и дистрибуира Milka чоколаду и друге производе. Међутим, раширен је и шверц, највише из Мађарске, за продају на српским пијацама.